# SAO星表
SAO星表（英語：The Smithsonian Astrophysical Observatory Star Catalog；全名：史密松天体物理台星表）是一个天体测量星表，在1966年由史密松天体物理台出版，共包含258,997颗恒星。该星表由之前的一些星表编纂而成，但仅收录9.0等以上且已经精确测量过自行的恒星。SAO星表里的星名由字母SAO开头接着数字序号表示，恒星以赤纬分区，每10度为一区，共分为18区，在每一区中的恒星依照赤经位置来排序。SAO星表较大的变动是增加了一些HD星表没有的资料，例如恒星的自行(對天文學家而言，这是很有用的资料)，与HD星表和巡天星表序号的交互参照。這些在最后的一版中仍然被保留着。

## SAO星表条目实例
- SAO 67174是织女星。
- SAO 113271是参宿四。
- SAO 40012是HD 277559。
- SAO 158687是1977年3月被天王星掩食的一颗恒星，它导致了天王星環的发现。[4]